# Европа (башня)

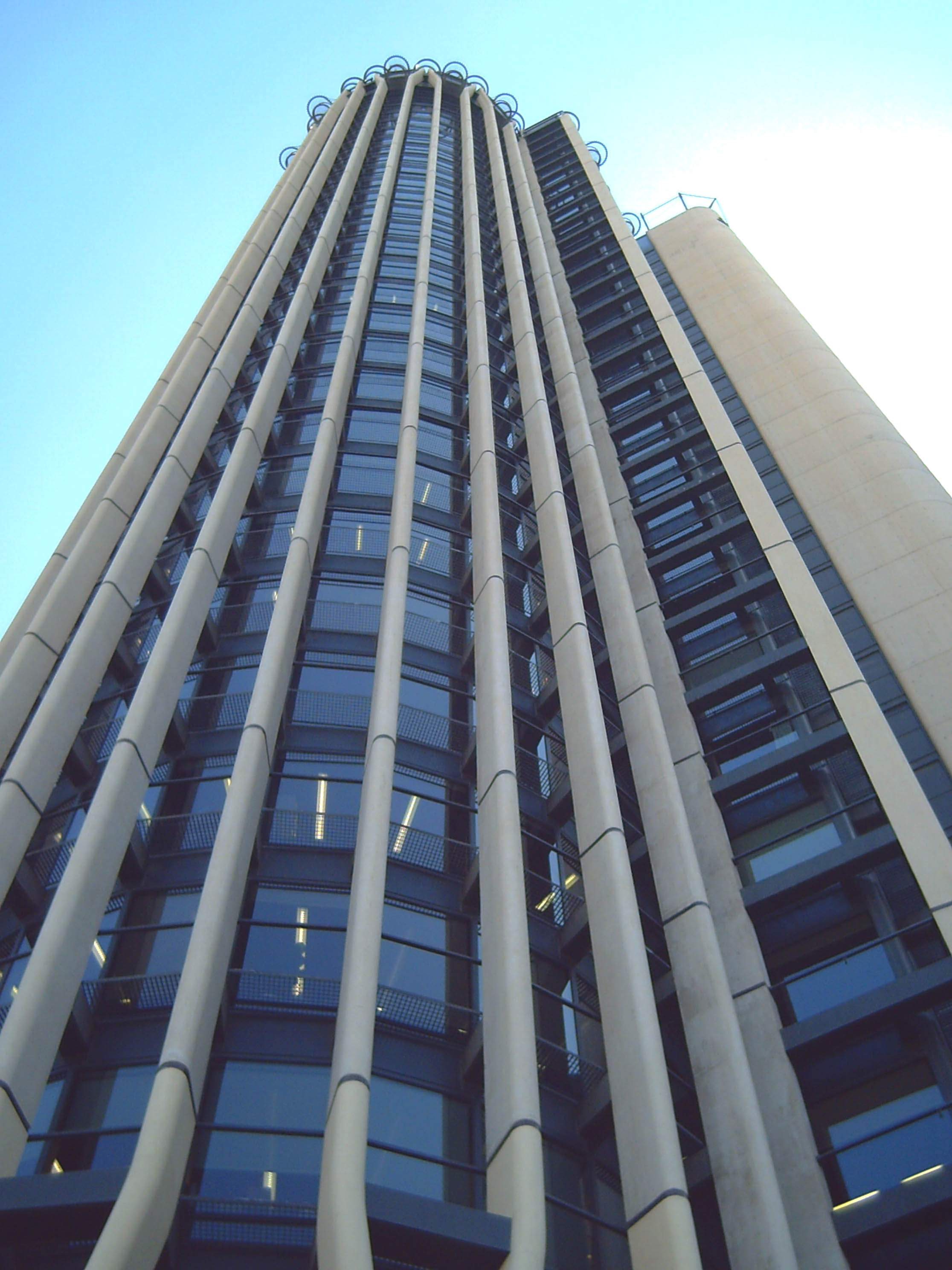
Фасад вблизи

Ба́шня Евро́па (исп. Torre Europa) — небоскрёб в комплексе зданий AZCA, в Мадриде (Испания). По состоянию на 2014 год занимала 21-е место в списке самых высоких зданий страны.
Высота — 119,8 метров, 30 этажей.
Постройка завершена в 1985 году. Здание спроектировано Мигелем Ориолем-и-Убарра (исп.), возведением занималась строительная компания Necso.
1 мая 2002 года баскская сепаратистская группировка ЭТА угрожала взорвать здание при помощи 20 килограммов взрывчатки.
После ухода основного арендатора KPMG в Стеклянную башню, владелец здания провёл его полную реконструкцию, вложив 40 миллионов евро. Работы проводились с 2016 по 2018 год. Благодаря этому здание стало более энергоэффективным, что подтверждается получением платинового сертификата LEED. Фасад получил новую металлическую облицовку, о чём архитектор Мигель Ориоль-и-Убарра сделал сообщение в Официальной коллегии архитекторов Мадрида (исп.).

## В культуре
В башне Европа проводились съёмки испанского фильма «Метод Грёнхольма».